# دامیان سیفرون
دامیان سیفرون (اسپانیایی: Damián Szifrón‎؛ ‏اسپانیایی: [daˈmjan siˈfɾon]؛ ‏ زادهٔ ۹ ژوئیهٔ ۱۹۷۵) فیلم‌نامه‌نویس و کارگردان اهل آرژانتین است.
قصه‌های وحشیانه به کارگردانی وی برای رقابت در بخش جایزه اسکار بهترین فیلم بین‌المللی جایزه اسکار ۲۰۱۵ معرفی گردیده‌است.
منتقدان سبک فیلمسازی زیفرون را آمیخته‌ای از سبک کوئنتین تارانتینو و پدرو آلمودوار ارزیابی کرده‌اند.
از دیگر فیلم‌های دیگر او می‌توان به گرفتن قاتل، زنان قاتل و قعر دریا اشاره کرد.